# Le Faux monnayeur
Ne doit pas être confondu avec Les Faux-monnayeurs.
Le Faux monnayeur (The Crackler), parfois titrée Le Craqueur, est une nouvelle policière d'Agatha Christie mettant en scène les personnages de Tommy et Tuppence Beresford.
Initialement publiée le 19 novembre 1924 dans la revue The Sketch au Royaume-Uni, cette nouvelle a été reprise en recueil en 1929 dans Partners in Crime au Royaume-Uni et aux États-Unis. Elle a été publiée pour la première fois en France dans le recueil Le crime est notre affaire en 1972.
Dans le recueil Le crime est notre affaire, Agatha Christie imite le style des enquêteurs créés par les auteurs de policiers en vogue à cette époque. Dans cette nouvelle, elle parodie le style des œuvres de l'écrivain Edgar Wallace,.

## Personnages
Tommy Beresford,
Tuppence Robinson,
Mr Marriot,
Major Laidlaw,
Mr Hank Ryder,
Marguerite Laidlaw,
Albert

## Publications
Avant la publication dans un recueil, la nouvelle avait fait l'objet de publications dans des revues :
- le 19 novembre 1924, au Royaume-Uni, sous le titre « The Affair of the Forged Notes », dans le no 1660 (vol. 128) de la revue The Sketch[3],[4] ;
- en juillet 1968, aux États-Unis, dans le no 296 (no 1, vol. 52) de la revue Ellery Queen's Mystery Magazine[5] ;

La nouvelle a ensuite fait partie de nombreux recueils :
- en 1929, au Royaume-Uni, dans Partners in Crime[3] (avec 14 autres nouvelles) ;
- en 1929, aux États-Unis, dans Partners in Crime[3] (avec 14 autres nouvelles) ;
- en 1972, en France, dans Le crime est notre affaire (adaptation des recueils de 1929).

## Adaptations
- 1953 : The Crackler, feuilleton radiophonique de la série Partners in Crime, avec Richard Attenborough et Sheila Sim donnant leurs voix aux Beresford ;
- 1983 : Les Faussaires (The Crackler), téléfilm de la série britannique Le crime est notre affaire d'ITV (épisode 10), avec Francesca Annis et James Warwick dans les rôles des Beresford.